# Monický polynom
Monický polynom je polynom jedné proměnné, kde koeficient u proměnné v nejvyšší mocnině je roven jedné. Jedná se tedy o funkci {\displaystyle p(x)}, kterou lze zapsat ve formě: {\displaystyle p(x)=x^{n}+c_{n-1}x^{n-1}+c_{n-2}x^{n-2}+\dots +c_{2}x^{2}+c_{1}x+c_{0}}.

## Vlastnosti
Nechť {\displaystyle p} je jakýkoliv polynom. Pak existuje monický polynom {\displaystyle q} takový, že řešení odpovídajících polynomických rovnic jsou shodná, tedy: {\displaystyle p(x)=0\iff q(x)=0}.